# Un cœur ailleurs
Pour plus de détails, voir Fiche technique et Distribution.
Un cœur ailleurs (titre original : Il cuore altrove) est un film italien réalisé par Pupi Avati, sorti en 2003.

## Synopsis
Nello, jeune professeur de latin et grec, mais adolescent attardé, est envoyé par ses parents à Bologne pour se trouver une épouse. Il se fait piéger par une ravissante aveugle.

## Fiche technique
- Réalisé par : Pupi Avati
- Scénario : Pupi Avati
- Production : Antonio Avati pour Duea Film et Rai Cinemafiction
- Musique : Riz Ortolani
- Photographie : Pasquale Rachini
- Durée : 107 min
- Pays :  Italie
- Langue : italien
- Couleur
- Aspect Ratio : 2.35 : 1
- Classification : Suisse : 7 (canton de Genève) - 7 (canton de Vaud)
- Date de sortie :
  -  Italie : 24 janvier 2003
  -  France : 17 mai 2003 	(festival de Cannes 2003) - 3 octobre 2003 (Festival du film italien d'Annecy) - 17 décembre 2003
  -  Canada : 3 septembre 2003 (Festival mondial du film de Montréal) - 8 septembre 2003 (Festival du film de Toronto)
  -  Belgique : 22 octobre 2003

## Distribution
- Neri Marcoré (VF : Pierre Tessier ; VQ : Gilbert Lachance) : Nello
- Vanessa Incontrada (VF : Nathalie Spitzer ; VQ : Nathalie Coupal) : Angela Gardini
- Giancarlo Giannini (VQ : Jean-Marie Moncelet) : Cesare
- Nino d'Angelo (VQ : Alain Zouvi) : Domenico
- Sandra Milo : Arabella
- Giulio Bosetti : Dott. Gardini
- Edoardo Romano (VQ : Robert Vézina) : Prof. Gibertoni
- Anna Longhi (VQ : Arlette Sanders) : Lina
- Chiara Sani : Jole
- Alfiero Toppetti : Renato

## Récompenses et distinctions
- Nomination en vue de la Palme d'or au Festival de Cannes 2003
- Prix David di Donatello de 2003 du meilleur réalisateur.